# Schülergenossenschaft
Eine Schülergenossenschaft (im hochschulischen Kontext meist: Lehrfirma) ist ein Schülerfirmen-Modell, bei dem Schüler im geschützten Raum der Schule weitestgehend eigenständig ein eigenes Unternehmen gründen und betreiben. Dadurch lernen sie praxisnah, wie erfolgreiches Wirtschaften funktioniert. Die Arbeit nach genossenschaftlichen Prinzipien bietet ihnen zudem die Möglichkeit, ihr wirtschaftliches Handeln mit demokratischen, sozialen und ökologischen Grundsätzen zu verbinden.

## Idee
In einer Schülergenossenschaft entwickeln die jungen Unternehmer eigene Geschäftsideen, Organisationsstrukturen und Arbeitsabläufe, um ihre Produkte oder Dienstleistungen innerhalb und außerhalb der Schule vermarkten können. Beispiele für beliebte Varianten von Schülergenossenschaften sind Schülercafés und -kioske, der Verkauf von Schulmaterial oder die Herstellung und das Design von Schul-Merchandise. Weitere Schülergenossenschaften engagieren sich in als nachhaltig assoziierten Geschäftsfeldern, z. B. in der Energieberatung, der Imkerei oder im Import und Verkauf fair gehandelter Kaffeebohnen.
Schülergenossenschaften üben einen tatsächlichen Geschäftsbetrieb aus, sind aber keine „echten“ Unternehmen, sondern ein Bildungsprojekt ihrer Schule. Die Schüler handeln dabei weitestgehend selbstständig, allerdings im beaufsichtigten Rahmen ihrer Schule. Rechtliche Fragen (etwa zu Haftung, Hygiene, Gewinn- und Umsatzgrenzen) dürfen von den Akteuren dennoch nicht außer Acht gelassen werden.
Begleitet werden die Schülergenossenschaften von Lehrkräften, die eine Rolle als Lernbegleiter und Coach einnehmen sowie – häufig -von einer echten Genossenschaft aus der Region, die die Schülergenossenschaft bei genossenschaftlichen und unternehmerischen Fragen unterstützt und hierfür Mitarbeiter als Paten bereitstellt. Das Konzept von Schülergenossenschaften sieht vor, dass sich die Schüler weitestgehend selbst organisieren, sie sollen möglichst viele Ämter selbst übernehmen und Verantwortung tragen. Dadurch lernen sie auch die Arbeit in demokratischen Gremien kennen.
Die Entscheidung, die Schülerfirma an der Rechtsform der Genossenschaft zu orientieren, lässt sich aus pädagogischer Sicht gut begründen: Schülergenossenschaften bieten große Potentiale, Wirtschaftsunterricht mit sozialen, demokratischen und ökologischen Fragestellungen zu verbinden. Durch die Konzeption als genossenschaftliche Schülerfirma erhalten die Schüler über den eigenen Mitarbeiterkreis hinaus die Möglichkeit, weitere Personen aus der Schulgemeinschaft (z. B. Mitschüler, Lehrkräfte, Eltern), oder Personen des gesellschaftlichen und öffentlichen Lebens als Mitglieder aufzunehmen. So kann die Schülergenossenschaft ihre Wirkung und Wahrnehmung über die Schule hinaus entfalten.

## Struktur
In der Bildungsinitiative Schülergenossenschaften-nachhaltig wirtschaften-solidarisch handeln engagieren sich bundeslandübergreifend verschiedene Partner. Verschiedene Landesministerien unterstützen die Initiative mit Kooperationen und Schirmherrschaften. Organisiert wird das Vorhaben durch drei Genossenschaftsverbände in Zusammenarbeit mit regionalen Partnern. Die Initiative ist zudem Mitglied im Initiativkreis „Unternehmergeist in die Schulen“, der beim Bundesministerium für Wirtschaft und Energie angesiedelt ist.
Regionale Projektteams bieten Beratung bei rechtlichen und schulorganisatorischen Fragen oder organisieren Wettbewerbe und Veranstaltungen speziell für Schülergenossenschaften.
Bislang wird die Initiative in Baden-Württemberg, Hessen, Niedersachsen, Nordrhein-Westfalen, Rheinland-Pfalz und Sachsen umgesetzt. Eine weitere Verbreitung wird angestrebt. Die zuständigen Genossenschaftsverbände sind der Baden-Württembergische Genossenschaftsverband (BWGV), der Genoverband e.V. und der Genossenschaftsverband Weser-Ems (GVWE).
In ihrer Rolle als Prüfungsverbände prüfen die Genossenschaftsverbände einmal jährlich, ob organisatorische und genossenschaftliche Regeln sowie die Grundsätze einer ordnungsgemäßen Buchführung von den Schülergenossenschaften eingehalten wurden. Hierfür müssen diese als Mitglied bei dem jeweiligen Genossenschaftsverband registriert und im so genannten „Schülergenossenschaftsregister“ eingetragen sein. Schülergenossenschaften, die einem Genossenschaftsverband angehören, kennzeichnen dies durch den Zusatz „eSG“ (kurz für „eingetragene Schüler-Genossenschaft“).

## Mehrwert von Schülergenossenschaften
Das gemeinsame Arbeiten in einer Schülergenossenschaft eröffnet Schülern Einblicke in die Berufs- und Arbeitswelt sowie in die Gründung und Funktionsweise von Unternehmen. Sie lernen dabei verschiedene Bereiche eines Unternehmens kennen und übernehmen selbstständig Aufgaben. Dieses erfahrungsbasierte Lernen fördert wertvolle Schlüsselkompetenzen, bringt Orientierung für das spätere Berufsleben und regt zu unternehmerischen Denken und Handeln an. Gleichzeitig lernen sie die zentralen genossenschaftlichen Werte kennen – Demokratie, Nachhaltigkeit und solidarisches Miteinander.
In Schülergenossenschaften geben sich die Schüler eine eigene Satzung und können sich darin zu sozialem und ökologischem Handeln verpflichten. Schülergenossenschaften bieten deshalb Potentiale für eine ökonomische und zugleich wertegeleitete Bildung.
Schülergenossenschaften werden mehrjährig und möglichst dauerhaft an den Schulen verankert. Ihre Aktivitäten gehen zumeist über Fächer, Schuljahreswechsel und Jahrgangsstufen hinaus. Durch die mehrjährige Konzeption können Verantwortung, Erfahrung und Wissen wird von älteren an jüngere Schülergenerationen weitergegeben werden. Verschiedene Aktivitäten und Arbeitsgruppen einer Schule können unter dem Dach einer Schülergenossenschaft zusammengeführt werden.
Durch die Aufnahme von Mitgliedern über den Mitarbeiterkreis hinaus (z. B. Eltern, Mitschüler, Lehrkräfte, Personen des öffentlichen Lebens) können größere Personengruppen Anteil am Erfolg der Schülergenossenschaft nehmen und bei wichtigen Entscheidungen mitbestimmen. Schülergenossenschaften können deshalb über die eigene Schule hinaus in das lokale Umwelt hineinwirken.